# Japanischer Fußball-Supercup 2018
Der japanische Fußball-Supercup 2018 wurde am 10. Februar 2018 zwischen dem J1 League-Gewinner 2017 Kawasaki Frontale und dem Kaiserpokal-Sieger 2017 Cerezo Osaka ausgetragen.
| Paarung           | Kawasaki Frontale – Cerezo Osaka |
| Ergebnis          | 2:3 (0:1) |
| Datum             | 10. Februar 2018 um 11:35 Uhr |
| Stadion           | Saitama Stadium 2002, Saitama |
| Zuschauer         | 41.803 |
| Schiedsrichter    | Koichiro Fukushima |
| Tore              | 0:1 Hotaru Yamaguchi (26.) 0:2 Hiroshi Kiyotake (48.) 1:2 Yū Kobayashi (51.) 1:3 Toshiyuki Takagi (78.) 2:3 Yoshito Ōkubo (90.+2') |
| Kawasaki Frontale | Jung Sung-ryong – Eduardo Neto, Tatsuki Nara, Shōgo Taniguchi, Shintarō Kurumaya – Kengo Nakamura (90.+2 Yoshito Ōkubo), Akihiro Ienaga (79. Kei Chinen), Yūsuke Tasaka (52. Hidemasa Morita), Kentarō Moriya (46. Ryōta Ōshima), Hiroyuki Abe (71. Tatsuya Hasegawa)– Yū Kobayashi Cheftrainer: Toru Oniki                                      |
| Cerezo Osaka      | Kim Jin-hyeon – Tatsuya Yamashita, Yūsuke Maruhashi (82. Yūsuke Tanaka), Matej Jonjić, Riku Matsuda – Kōta Mizunuma (90.+6' Takaki Fukumitsu), Hiroshi Kiyotake (78. Toshiyuki Takagi), Hotaru Yamaguchi, Kazuya Yamamura, Yōichirō Kakitani (46. Yang Dong-hyen) – Ken’yū Sugimoto (82. Daichi Akiyama) Cheftrainer: Yoon Jong-hwan ( Südkorea) |
| Gelbe Karten      | Hiroyuki Abe (60.) – Hiroshi Kiyotake (42.), Takaki Fukumitsu (90.+') |

## Supercup-Sieger Cerezo Osaka
|  | Cerezo Osaka |
|  | - Tor: Kim Jin-hyeon; Kenta Tanno - Abwehr: Tatsuya Yamashita; Yūsuke Maruhashi; Matej Jonjić; Riku Matsuda; Yūsuke Tanaka - Mittelfeld: Kōta Mizunuma; Hiroshi Kiyotake ; Hotaru Yamaguchi; Kazuya Yamamura; Toshiyuki Takagi; Takaki Fukumitsu; Daichi Akiyama - Angriff: Yōichirō Kakitani; Ken’yū Sugimoto; Yang Dong-hyen - Trainer: Yoon Jong-hwan |